# حمزة هادي محسن
حمزة هادي محسن من مواليد 20 نوفمبر 1969 م، وهو لاعب عراقي لكرة القدم معتزل ومركزه مدافع، لعب مع عدة أندية عراقية وكان أشهرها نادي الطلبة ونادي القوة الجوية ونادي الراسينغ بيروت اللبناني وكان أحد أهم ركائزه في خط الدفاع رغم كثرة البطاقات الحمراء التي نالها هناك، اعتزل اللعب سنة 2006 م، وكان من ضمن المشاركين لبطولة كأس آسيا 2000.

## مصدر
1. ↑  Hassanin Mubarak. "Player Database". iraqsport.com. مؤرشف من الأصل في 2001-04-24.

## وصلات خارجية
- حمزة هادي محسن على موقع ناشيونال فوتبول تيمز (الإنجليزية)
- 11v11 Profile